# Тамбовский драматический театр
Тамбо́вский драматический театр — государственный драматический театр в городе Тамбове. Основан Гавриилом Державиным в конце XVIII века. Здание театра является объектом культурного наследия народов России регионального значения.

## История
Первый спектакль был сыгран в доме Гавриила Державина в 1786 году. В дальнейшем театральное дело на Тамбовщине получило развитие с зарождением антрепризы.
Столичные русские актёры Павел Мочалов, Василий Живокини, Павел Орленев, Владимир Давыдов, Николай Рыбаков и другие в разные годы выступали на тамбовской сцене. Айра Олдридж поражал своим искусством неискушенных горожан в 1860-е годы.
В 1920-е годы активно развивались любительские театры, но главным остался профессиональный Народный театр, в котором начинал свою творческую карьеру народный артист СССР, лауреат Государственных премий СССР Василий Ванин.
В 1937 году, получив статус областного стационарного театра, труппа вышла на новый профессиональный уровень, в театре появились заслуженные артисты — Борис Шмит, Иван Марин. В 1950-е годы, благодаря оригинальному репертуару, театр был приглашён на гастроли в Москву, где в течение месяца выступал на сцене театра имени М. Н. Ермоловой.
В 1969—1973 годах режиссёром, в 1979—1985 годах главным режиссёром Тамбовского драматического театра работал народный артист России, лауреат государственной премии России Анатолий Иванов.
Международный проект театра «Единое театральное пространство», заявивший себя на Тамбовской сцене тридцать лет назад спектаклем «Древо жизни» Д. Матковски, поставленным творческим коллективом из Кишинёва (Молдавия), обрёл своё развитие в постановке спектакля творческим коллективом из Минска (Республика Беларусь). 16 марта 2012 года на сцене Тамбовского драматического театра состоялась премьера «Скупого» Мольера, где центральную роль Гарпагона исполняют сразу два народных артиста — народный артист Беларуси Николай Кириченко и народный артист Российской Федерации Юрий Томилин.
В последние годы Тамбовский театр расширил свой гастрольный график — Москва, Иваново, Воронеж, Пенза, Рязань, Саратов, Пермь, Минск, Витебск и др. Тамбовский драматический театр участвует во многих международных и всероссийских театральных фестивалях:
- II региональный фестиваль «Театральные встречи на Суре» в Пензе (2007 г.);
- I Всероссийский фестиваль «Герои Гончарова на современной сцене» в Ульяновске (2007 г.);
- VII Всероссийский театральный фестиваль «Актеры России — Михаилу Щепкину» в Белгороде (2008 г.);[3]
- Международный фестиваль театрального искусства «Славянские театральные встречи» в Брянске (2008 г.);[4]
- Международный театральный фестиваль «Мельпомена Таврии» в Херсоне (Украина) (2008 г.);[5]
- IV Всероссийский театральный фестиваль «Старейшие театры России в Калуге» (2010 г.);
- III Международный фестиваль русских драматических театров республик Северного Кавказа и государств Черноморского и Каспийского регионов (Махачкала, 2011 г.);[6]
- Всероссийский театральный фестиваль имени Максима Горького (Нижний Новгород, 2011 г.).[7]
- III Международный конкурс чтецов имени А. П. Чехова (Москва — Мелихово, 2012 г.).

В 2006 году, накануне празднования 220-летия рождения тамбовского театра, был подписан договор о культурном взаимодействии между администрацией Тамбовской области и Государственным академическим Малым театром России, в котором отдельным пунктом было прописано об увековечении памяти трагика Николая Рыбакова. А в мае 2007 года в Тамбове прошёл Первый межрегиональный театральный фестиваль имени Рыбакова.

## Участие в фестивалях
Проект театра последних лет — театральный фестиваль имени Рыбакова. Главной фестиваля наградой являются актёрские премии «Актёр России» и «Актриса России». Фестиваль проводится при организационной поддержке Государственного академического Малого театра России. В конкурсной программе фестиваля приняли участие более сорока театральных коллективов.